# جمال ولد الحسن
أحمد ولد محمد عبد الله ولد الحسن (1959 - 18 مايو 2001) هو شاعر موريتاني.

## حياته
جمال أديب وشاعر وناقد موريتاني ذائع الصيت، له دراسة أصيلة أعدها لنيل درجة الدكتوراه عن الشعر الموريتاني أعدها في الجامعة التونسية في القرن الثالث عشر الهجري، وطبعت طبعة أنيقة. عمل أستاذاً في المدرسة العليا للتعليم، وفي جامعة نواكشوط، وفي المنظمة الإسلامية للتربية والثقافة والعلوم. ثم أستاذاً بجامعة عجمان، في الإمارات، حيث توفي بسبب حادث سير سنة 2001.